# Acanthoplus innotatus
Acanthoplus innotatus är en insektsart som beskrevs av Heinrich Hugo Karny 1928. Acanthoplus innotatus ingår i släktet Acanthoplus och familjen vårtbitare. Inga underarter finns listade i Catalogue of Life.